# Вулиця Лесі Українки (Київ, Подільський район)
Ву́лиця Л́есі Украї́нки — вулиця в Подільському районі міста Києва, у межах Селища Шевченка. Пролягає від Мліївської вулиці до тупика.
Прилучається Лисянська вулиця.

## Історія
Вулиця відома під сучасною назвою з 1922 року. Названа на честь української письменниці та поетеси Лесі Українки.